# Tangkisan Pos
Tangkisan Pos is een bestuurslaag in het regentschap Klaten van de provincie Midden-Java, Indonesië. Tangkisan Pos telt 1741 inwoners (volkstelling 2010).